# Берлешть (Горж)
Берлешть, Берлешті (рум. Berlești) — село у повіті Горж в Румунії. Адміністративний центр комуни Берлешть.
Село розташоване на відстані 199 км на захід від Бухареста, 33 км на південний схід від Тиргу-Жіу, 66 км на північ від Крайови.

## Населення
За даними перепису населення 2002 року у селі проживали 290 осіб, усі — румуни. Усі жителі села рідною мовою назвали румунську.